# 惊人故事季刊

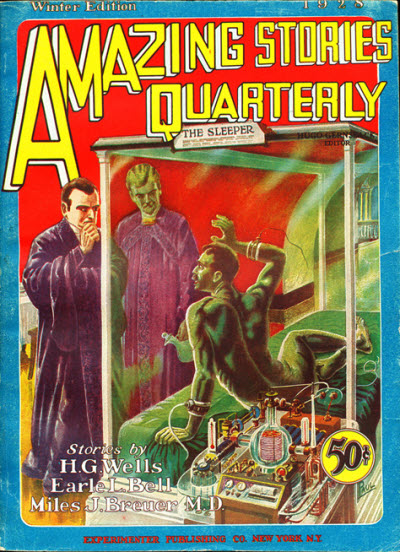
1928年冬的《惊人故事季刊》创刊号，封面由弗兰克·保罗创作，封面故事是H·G·威尔斯的《昏睡百年》。 (Note: 这张封面图稿同亨利·拉诺斯1899年为原著出版创作的画稿很相似。)

《惊人故事季刊》（Amazing Stories Quarterly）是1928至1934年出版的美国科幻纸浆杂志，由雨果·根斯巴克创立，是他1926年4月推出的史上首本纯科幻杂志《惊奇故事》的姐妹篇。《惊奇故事》的成功促使根斯巴克于1927年发行《惊人故事年刊》，年刊同样畅销，所以他再接再励推出季刊。《惊人故事季刊》创刊号于1928年冬面世，书中再版H·G·威尔斯1899年版的《昏睡百年》。根斯巴克为杂志定下规矩，每期刊载一篇科幻小说，此举深得读者青睐，只是选登的威尔斯小说受众有限。此后五期杂志只有一本刊登再版文章，即1929年冬的《拉尔夫124 41+》，是根斯巴克本人的作品。1929年初，根斯巴克因破产失去《惊人故事》和《惊人故事季刊》的主控权，他的助理托马斯·奥康纳·斯隆继任主编。1932年《惊人故事季刊》陷入财务困境，发行时间变得不规律，最终于1934年秋停刊。
《惊人故事季刊》所刊作品的作者中较为有名的包括斯坦顿·科布伦茨、迈尔斯·布劳尔、阿尔菲斯·凯悦·维里尔和杰克·威廉森。评论界对杂志所登文章褒贬不一：布莱恩·斯坦伯福德认为部分小说在早期科幻文学中颇具地位，但埃弗里特·富兰克林·布莱勒觉得所有杂志仅有少数文章品质能算合格。米尔顿·沃尔夫和迈克·阿什利则认为斯隆在20世纪30年代初刊载的作品质量在科幻文学领域名列前茅。

## 出版史
| | 冬  | 春  | 夏  | 秋  | 冬  |
| 1928 | 1/1 | 1/2 | 1/3 | 1/4 |     |
| 1929 | 2/1 | 2/2 | 2/3 | 2/4 |     |
| 1930 | 3/1 | 3/2 | 3/3 | 3/4 |     |
| 1931 |     | 4/1 | 4/2 | 4/3 | 4/4 |
| 1932 | 5/1 | 5/2 | 5/2 | 5/3 | 5/3 |
| 1933 |     | 6/4 | 6/4 |     | 7/1 |
| 1934 |     |     |     | 7/2 |     |
| 《惊人故事季刊》出版详细信息，左侧是年份，上方是季度，其他数字代表“卷号/期数”， 背景色代表主编，其中蓝色是根斯巴克（前六期），黄色是斯隆（后十六期）。 |     |     |     |     |     |

科幻文学作品早在20世纪20年代前就开始出版，但起初没有独立发行，直到1926年雨果·根斯巴克推出历史上第一本纯科幻杂志《惊奇故事》才改变局面。杂志大获成功，根斯巴克于次年推出尺寸翻倍的《惊人故事年刊》（Amazing Stories Annual），销量同样喜人，促使他决定创办《惊奇故事》的姐妹篇《惊人故事季刊》。杂志创刊号为1928年冬季刊，于这年1月5日开始在报摊销售。
1929年初，根斯巴克因破产失去《惊奇故事》和《惊人故事季刊》的主控权。两本杂志经过短暂的破产接管后由卑尔根·麦金农（Bergan Mackinnon）收购，然后转卖给伯纳尔·麦克法登（Bernarr Macfadden）旗下的泰克出版社（Teck Publications）。助理托马斯·奥康纳·斯隆（T. O'Conor Sloane）在根斯巴克离开后继任主编。1932年，《惊人故事季刊》很可能始终未能大幅盈利，杂志因此深陷财务困境，从年初的冬季刊后就开始无法规律出版。最终两期杂志甚至全部都在之前刊登过或是转载《惊奇故事》的文章，1934年秋季刊是杂志的最后一期，但主办方当时尚未决定停刊，甚至还在1935年5月的《惊奇故事》社论评述中声称《惊人故事季刊》可能还会发行。

## 内容和评价

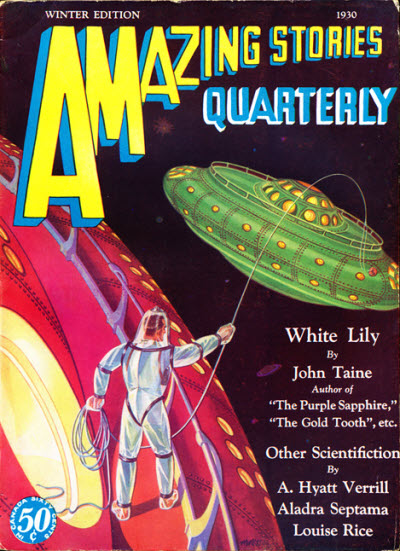
1930年冬的《惊人故事季刊》，封面由汉斯·瓦尔德玛·韦索洛夫斯基创作。

《惊人故事季刊》创刊号登载的科幻小说是转载H·G·威尔斯的《昏睡百年》（When the Sleeper Wakes），但不知何故，作者向根斯巴克提供的是1899年原版，而非1910年的修订版。这期杂志的其他文章都是原创作品，之后几期的文章作者包括埃德蒙·汉密尔顿（Edmond Hamilton）、斯坦顿·科布伦茨（Stanton A. Coblentz）、罗曼·弗雷德里克·斯塔兹尔（Roman Frederick Starzl）、戴维·凯勒（David H. Keller）、S·P·米克（S. P. Meek）、约瑟夫·施洛瑟尔（Joseph Schlossel）和克莱尔·温格·哈里斯（Clare Winger Harris），其中哈里斯是历史上比较早的女科幻作家。读者对威尔斯的小说反响不嘉，但对根斯巴克每本杂志刊登一篇科幻小说的规矩非常欣赏。此后五期《惊人故事季刊》只有一本刊登再版小说，即1929年冬的《拉尔夫124C 41+》（Ralph 124C 41+），是根斯巴克本人的作品。文章背景设在2660年，情节简短，主要内容是对未来的预言。根斯巴克开通来信专栏，从读者来信中选出最佳社论，杰克·威廉森获一等奖，此时他刚开始投身科幻文学，之后成为颇有名望的科幻作家。根斯巴克还设立其他多个栏目来吸引读者，如书评、科学竞猜和科学新闻。1929年春季刊是根斯巴克主控发行的最后一期《惊人故事季刊》，斯隆接手后，大部分互动栏目停办。
科幻史学家米尔顿·沃尔夫和迈克·阿什利（Mike Ashley）认为，斯隆接手后两年的《惊人故事季刊》刊载过许多早期科幻文学杰作。例如查尔斯·克鲁基（Charles Cloukey）的早期时间旅行作品《悖论》（Paradox），阿尔菲斯·凯悦·维里尔（Alpheus Hyatt Verrill）有关南美洲失落文明的《光桥》（The Bridge of Light），迈尔斯·布劳尔（Miles J. Breuer）与杰克·威廉森合著，讲述24世纪某男子回忆月球居民反抗地球统治的《新共和国的诞生》（The Birth of a New Republic）；还有布劳尔的《天堂与钢铁》（Paradise and Iron）和埃里克·坦普尔·贝尔的《白百合》（White Lily），其中贝尔的作品使用笔名约翰·泰恩（John Taine），讲述某种水晶生命体威胁地球的故事。在沃尔夫和阿什利看来，1931年后《惊人故事季刊》的文章品质下降显著。
埃弗里特·富兰克林·布莱勒（E. F. Bleiler）曾发表著作详细评述最初十年的科幻杂志，在他看来，《惊人故事季刊》1930至1932年刊登的约翰·W·坎贝尔太空歌剧内容臃肿、华而不实，而且杂志自始至终仅有十来篇按20世纪30年代标准依然值得一看。布莱勒认为，科布伦茨、泰恩（贝尔）和布劳尔的原创小说相对出色，但“对于纸浆杂志而言行动太少，内容太复杂”，表现还“不足以成为主流作品”。此外，布莱勒也认可沃尔夫和阿什利对杂志品质随时间推迟逐渐下降的论断。布莱恩·斯坦伯福德（Brian Stableford）在《科幻小说百科全书》中指出，科布伦茨、泰恩（贝尔）、布劳尔、威廉森和维里尔为《惊人故事季刊》创作的作品在“早期纸浆杂志科幻小说中颇为重要”。

## 书目详细信息
《惊人故事季刊》前六期由根斯巴克的实验者出版社发行，他破产后临时接管的欧文信托出版一期。1929年秋至1930年夏共四期又由实验者出版社推出，再经无线电科学出版社发行四期。1931年秋至1934年秋共计十期，由哥伦比亚特区和新泽西州密德萨克斯县达内林（Dunellen）的泰克出版社出版。杂志自始至终采用大尺寸纸浆杂志规则，定价50美分，除最后两期只有128页外，其他均为144页。前六期由根斯巴克主编，之后均为斯隆。此外，1934年秋季刊（最后一期）还有加拿大重印版。
1940至1943年，以及1949至1951年，齐夫·戴维斯公司共发行27期《惊人故事季刊》，但不是直接采用原有杂志，而是将内容重新装订推出。

### 脚注
1. 1 2 3 4 5 6 7 8 9 10  Bleiler-1998，第561–564頁.
2. 1 2 3 4 5 6 7 8 9 10  Wolfe-Ashley-1985，第51–57頁.
3. ↑  Edwards-Nicholls-1993，第1066–1067頁.
4. ↑  Ashley-2000，第54頁.
5. ↑  Ashley-2004，第267頁.
6. ↑  Clare Winger Harris.
7. ↑  Bleiler-1998，第146頁.
8. ↑  Culture.
9. ↑  last-canadian.